# Fish Rising
Fish Rising – debiutancki album studyjny angielskiego gitarzysty sceny Canterbury Steve’a Hillage’a, wydany w 1975 roku nakładem wytwórni płytowej Virgin Records.

## Lista utworów
Opracowano na podstawie materiału źródłowego.
Muzyka – Steve Hillage, słowa – Hillage i Miquette Giraudy.
Wydanie LP:
Strona A
| 1. | "Solar Musick Suite" | 16:55 |
|    | - a) "Sun Song (I Love Its Holy Mystery)" – 6:15 - b) "Canterbury Sunrise" – 3:25 - c) "Hiram Afterglid Meets the Dervish" – 4:05 - d) "Sun Song (reprise)" – 3:10 |       |
| 2. | "Fish" | 1:23  |
|    | |       |
| 3. | "Meditation of the Snake" | 3:10  |
|    | |       |
|    | | 21:28 |
|    | |       |
Strona B
| 4. | "The Salmon Song" | 8:45  |
|    | - a) "Salmon Pool" – 1:17 - b) "Solomon's Atlantis Salmon" – 2:08 - c) "Swimming with the Salmon" – 1:37 - d) "King of the Fishes" – 3:43 |       |
| 5. | "Aftaglid" | 14:46 |
|    | - a) "Sun Moon Surfing" – 1:36 - b) "The Great Wave and the Boat of Hermes" – 1:51 - c) "The Silver Ladder" – 0:40 - d) "Astral Meadows" – 2:01 - e) "The Lafta Yoga Song" – 2:42 - f) "Glidding" – 2:23 - g) "The Golden Vibe"/"Outglid" – 3:33 |       |
|    | | 23:31 |
|    | |       |
Wydanie CD (Virgin 2007) – utwory dodatkowe:
| 6. | "Pentagrammaspin" (2006 remix)                   | 7:46  |
|    |                                                  |       |
| 7. | "Aftaglid" (Original "Power Trio" backing track) | 13:00 |
|    |                                                  |       |
|    |                                                  | 20:46 |
|    |                                                  |       |

## Twórcy
Opracowano na podstawie materiału źródłowego.
Muzycy:
- Steve Hillage (Steve Hillfish) – gitara elektryczna, wokal prowadzący
- Miquette Giraudy (Bambaloni Yoni) – wokal wspierający, glockenspiel, instrumenty perkusyjne
- Mike Howlett – gitara basowa
- Pierre Moerlen – perkusja, instrumenty perkusyjne, marimba, darbuka
- Tim Blake (Moonweed) – syntezatory, tanpura
- Didier Malherbe (Bloomdido Glid de Breeze) – saksofon, flet
- Lindsay Cooper – fagot
- Dave Stewart – instrumenty klawiszowe

Produkcja:
- Steve Hillage – produkcja muzyczna, aranżacja
- Simon Heyworth - produkcja muzyczna, inżynieria dźwięku
- Phil Beque, Alan Perkins - inżynieria dźwięku